# Narodowe Centrum Sportu
Narodowe Centrum Sportu–Rozliczenia sp. z o.o. w likwidacji (do 28 kwietnia 2013 pod nazwą Narodowe Centrum Sportu sp. z o.o.) – spółka celowa Skarbu Państwa (podlegająca Ministrowi Sportu i Turystyki) z siedzibą w Warszawie, powołana 4 października 2007 (pod nazwą Narodowe Centrum Sportu sp. z o.o.) do zbudowania kompleksu sportowego na terenach byłego Stadionu Dziesięciolecia i zarządzania obiektami wchodzącymi w jego skład (m.in. Stadionem Narodowym). Działa na podstawie ustawy z dnia 7 września 2007 r. o przygotowaniu finałowego turnieju Mistrzostw Europy w Piłce Nożnej UEFA EURO 2012 oraz umowy z dnia 23 grudnia 2008 r. o powierzeniu spółce celowej zadań związanych z przygotowaniem i wykonaniem przedsięwzięcia Euro 2012, zawartej pomiędzy Spółką a Skarbem Państwa, reprezentowanym przez Ministra Sportu i Turystyki.
Głównym celem spółki było przygotowanie oraz nadzór inwestorski inwestycji związanych z budową kompleksu Stadion Narodowy, dla potrzeb organizacji turnieju Mistrzostw Europy 2012 oraz zarządzanie stadionem w imieniu Skarbu Państwa.

## Historia
W związku z przyznaniem Polsce i Ukrainie prawa organizacji turnieju piłkarskich Mistrzostw Europy 2012, 27 października 2006, premier Jarosław Kaczyński zapowiedział utworzenie NCS, zaś 21 listopada 2006 Rada Ministrów przyjęła projekt uchwały w sprawie budowy kompleksu, którego właścicielem zostanie Skarb Państwa, a zarządcą Centralny Ośrodek Sportu (COS). Podmiot został powołany na mocy ustawy o przygotowaniu finałowego turnieju Mistrzostw Europy w Piłce Nożnej UEFA Euro 2012 z dnia 7 września 2007 roku. Podstawą działania jest umowa zawarta ze Skarbem Państwa reprezentowanym przez Ministerstwo Sportu i Turystyki o przygotowanie i realizację zadań związanych z Mistrzostwami Europy 2012. Do 31 grudnia 2012 NCS zarządzała Stadionem Narodowym, a od 1 stycznia 2013 obowiązki te przejęła od niej spółka PL.2012+. 28 kwietnia 2013 zmieniono nazwę podmiotu z Narodowe Centrum Sportu sp. z o.o. na Narodowe Centrum Sportu–Rozliczenia sp. z o.o.

## Prezesi Narodowego Centrum Sportu
- Michał Borowski (2007-2008)
- Rafał Kapler (2008-2012)[8]
- Robert Wojtaś (2012)
- Michał Prymas (2012-2014)[9]
- Lech Witecki (2014-2015)

Od 2015 Prezesem Narodowego Centrum Sportu–Rozliczenia sp. z o.o. w likwidacji jest z urzędu aktualny prezes spółki PL.2012+.

## Kompleks Narodowego Centrum Sportu
W miejscu oraz okolicach Stadionu Dziesięciolecia planowano w latach 2007–2011 budowę kompleksu sportowo-rekreacyjnego o powierzchni prawie 39 ha (387 990 m²), w skład którego miały wchodzić:
- wielofunkcyjny Stadion Narodowy z widownią na 58 145 miejsc wraz z kilkoma pełnowymiarowymi boiskami treningowymi (szacunkowy koszt budowy – ok. 1 mld złotych),
- wielofunkcyjna hala sportowo-widowiskowa wkomponowana w obecne wnętrze Stadionu Dziesięciolecia z widownią na ponad 15 000 miejsc wraz z centrum kongresowym (szacunkowy koszt budowy – 140 mln złotych),
- wielofunkcyjna kryta pływalnia o parametrach olimpijskich z widownią na około 4000 miejsc oraz aquapark (szacunkowy koszt budowy – 280 mln złotych),
- pełnowymiarowe boiska treningowe do hokeja na trawie wraz z pełnym zapleczem szatniowo-sanitarnym oraz sztucznym oświetleniem,
- tzw. infrastruktura towarzysząca - tj. Dom Sportowca (pełniący funkcję siedziby: Ministerstwa Sportu, polskich związków sportowych i Centralnego Ośrodka Medycyny Sportowej), hotel, centrum wystawowe, zespół handlowo-usługowo-mieszkaniowy, punkty gastronomiczne, wielopoziomowe parkingi, dworzec kolejowy "Stadion" oraz stacja metra "Stadion Narodowy" - niezbędna dla organizacji dużych imprez sportowo-widowiskowych (szacunkowy koszt budowy – 150 mln złotych).

Całkowity koszt realizacji inwestycji miał wynieść około 1,225 mld złotych i być sfinansowany ze środków budżetu państwa oraz Funduszu Rozwoju Kultury Fizycznej, ewentualnie Totalizatora Sportowego, czy Unii Europejskiej (około 80% kosztów inwestycji miał pokryć rząd).